# BR-483
De BR-483 is een federale weg in de deelstaten Goiás en Mato Grosso do Sul in het zuiden van Brazilië. De weg is een verbindingsweg tussen Itumbiara en Paranaíba.
De weg heeft een lengte van 311 kilometer.

## Aansluitende wegen
- BR-452 bij Itumbiara, loopt samen met BR-154 en GO-206
- BR-154 bij Cachoeira Dourada
- GO-502
- GO-040
- GO-164, GO-206 en GO-319 bij Quirinópolis
- BR-364 en GO-164 bij Paranaiguara
- BR-364 en GO-164 bij São Simão
- GO-302
- BR-497 bij Paranaíba

## Plaatsen
Langs de route liggen de volgende plaatsen:
- Cachoeira Dourada
- Gouvelândia
- Quirinópolis
- Paranaiguara
- São Simão
- Paranaíba